# Vroegchristelijke basilica's van Cimitile

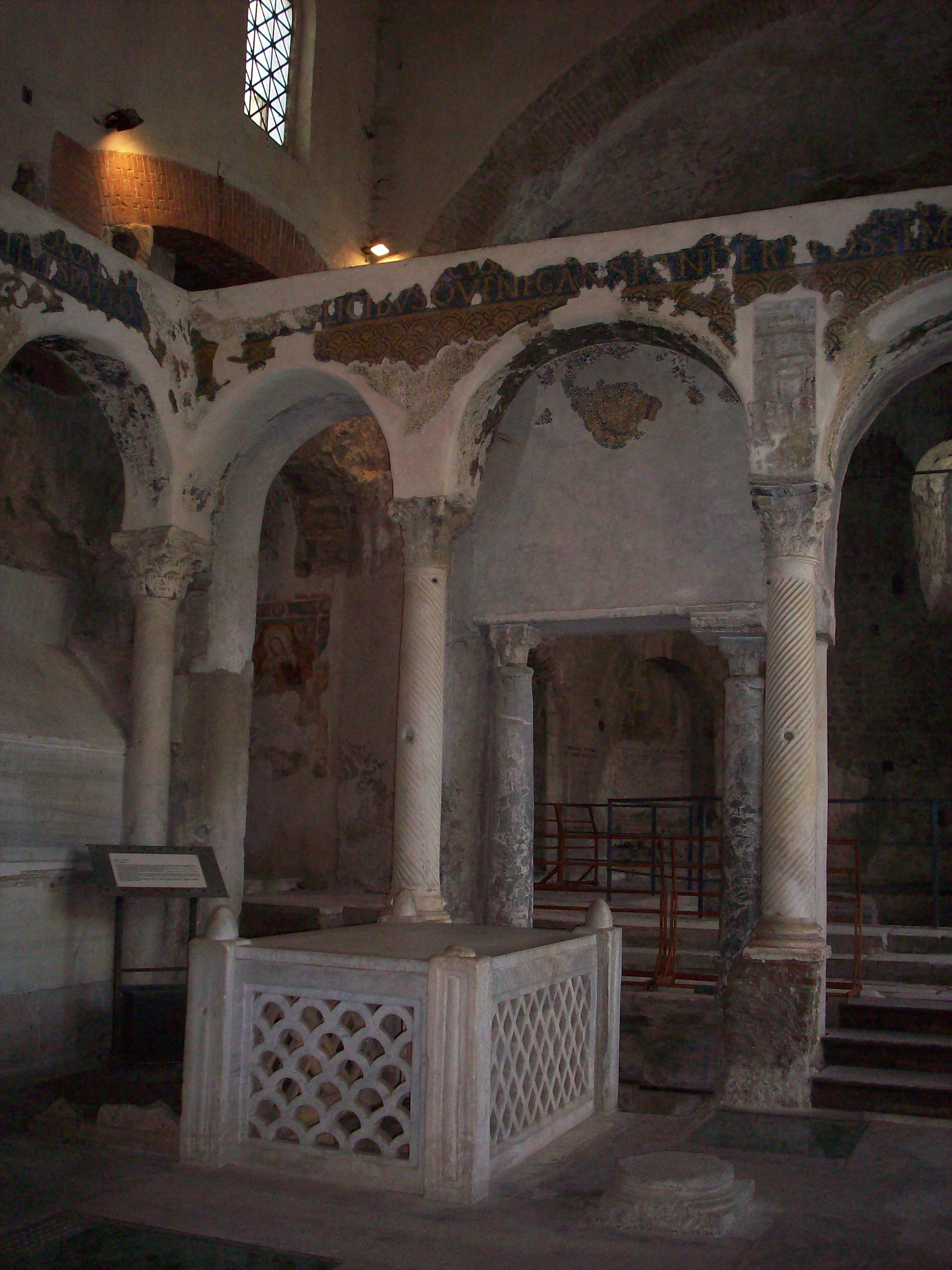
De tombe van Felix van Nola in Cimitile

De vroegchristelijke basilica's van Cimitile is een complex in het Italiaanse dorp Cimitile waar verschillende basilica's en kapellen uit de periode van de vroegchristelijke bouwkunst staan. Het dorp Cimitile ligt vlak bij de stad Nola in de zuidelijke regio Campanië.
Al voor de opkomst van het christendom was Cimitile de necropolis van de stad Nola.
Het complex telt twaalf verschillende gebouwen. Het belangrijkste gebouw in het complex is de Basilica van Felix van Nola. Felix van Nola was een 3e-eeuwse bisschop. Voor de bouw is gebruikgemaakt van pilaren uit de Romeinse tempels. In dit gebouw bevindt zich de graftombe van Felix van Nola.
Andere gebouwen zijn onder andere de Basilica van Sint Stefanus en de kerk van Sint Johannes. Beiden bevatten nog resten van fresco's.
De locatie is nu opengesteld voor toeristen. Een nieuw gebouwde kerk die aan het complex vastzit biedt ruimte voor diensten.